# Горица (Варезе)
Горица (итал. Gorizia) је насеље у Италији у округу Варезе, региону Ломбардија.
Према процени из 2011. у насељу је живело 37 становника. Насеље се налази на надморској висини од 204 м.